# Carex commixta
Carex commixta är en halvgräsart som beskrevs av Ernst Gottlieb von Steudel. Carex commixta ingår i släktet starrar, och familjen halvgräs. Inga underarter finns listade i Catalogue of Life.